# Gimnastyka na Letnich Igrzyskach Olimpijskich 2012 – ćwiczenia na poręczach mężczyzn
Ćwiczenia na poręczach mężczyzn na Letnich Igrzyskach Olimpijskich 2012 rozegrane zostały 7 sierpnia w hali The O2.

## Terminarz
| Data            | Godzina |       |
| --------------- | ------- | ----- |
| 7 sierpnia 2012 | 14:00   | Finał |

## Wyniki

### Eliminacje
| Pozycja | Zawodnik             | Państwo           | Trudność | Wykonanie | Kary | Razem  |
| ------- | -------------------- | ----------------- | -------- | --------- | ---- | ------ |
| 1.      | Yūsuke Tanaka        | Japonia           | 6.400    | 9.466     |      | 15.866 |
| 2.      | Kazuhito Tanaka      | Japonia           | 6.700    | 9.025     |      | 15.725 |
| 3.      | Feng Zhe             | Chiny             | 7.000    | 8.633     |      | 15.633 |
| 4.      | Emin Garibow         | Rosja             | 6.500    | 9.100     |      | 15.600 |
| 5.      | Kōhei Uchimura       | Japonia           | 6.500    | 9.033     |      | 15.533 |
| 6.      | Marcel Nguyen        | Niemcy            | 6.800    | 8.725     |      | 15.525 |
| 7.      | Vasileios Tsolakidis | Grecja            | 6.500    | 8.966     |      | 15.466 |
| 8.      | Daniel Corral        | Meksyk            | 6.600    | 8.833     |      | 15.433 |
| 9.      | Hamilton Sabot       | Francja           | 6.500    | 8.866     |      | 15.366 |
| 9.      | Zhang Chenglong      | Chiny             | 6.500    | 8.866     |      | 15.366 |
| 11.     | Samuel Piasecký      | Słowacja          | 6.400    | 8.958     |      | 15.358 |
| 12.     | Danell Leyva         | Stany Zjednoczone | 6.600    | 8.733     |      | 15.333 |

### Finał
| Pozycja | Zawodnik             | Państwo | Trudność | Wykonanie | Kary | Razem  |
| ------- | -------------------- | ------- | -------- | --------- | ---- | ------ |
| złoto   | Feng Zhe             | Chiny   | 7.000    | 8.966     |      | 15.966 |
| srebro  | Marcel Nguyen        | Niemcy  | 6.800    | 9.000     |      | 15.800 |
| brąz    | Hamilton Sabot       | Francja | 6.700    | 8.866     |      | 15.566 |
| 4.      | Kazuhito Tanaka      | Japonia | 6.700    | 8.800     |      | 15.500 |
| 5.      | Daniel Corral        | Meksyk  | 6.600    | 8.733     |      | 15.333 |
| 6.      | Emin Garibow         | Rosja   | 6.500    | 8.800     |      | 15.300 |
| 6.      | Vasileios Tsolakidis | Grecja  | 6.500    | 8.800     |      | 15.300 |
| 8.      | Yūsuke Tanaka        | Japonia | 6.400    | 8.700     |      | 15.100 |
| 9.      | Zhang Chenglong      | Chiny   | 6.300    | 7.508     |      | 13.808 |